# Enrique Vargas (antropólogo)
Enrique Vargas Gutiérrez (Manizales, 1940) es un antropólogo, catedrático, investigador, director teatral y dramaturgo colombiano.

## Biografía
Enrique Vargas nació en Manizales Colombia, aunque vivió casi toda su infancia en Caicedonia, departamento del Valle del Cauca. Su interés por el arte, la cultura y la condición humana lo llevaron a estudiar antropología en la Universidad de los Andes, en Bogotá. Posteriormente, continuó su formación en la Universidad de Míchigan, Estados Unidos, donde profundizó en la relación entre las tradiciones culturales y la percepción sensorial.
Durante sus años de estudio e investigación, Vargas se interesó por el vínculo entre el mito, la ritualidad y la percepción sensorial, elementos que más tarde serían esenciales  en su enfoque teatral.
En la década de 1980, Enrique Vargas inició un camino de experimentación artística que lo llevó a fundar el Teatro de los Sentidos en Barcelona, España. Este colectivo teatral se convirtió en un laboratorio de investigación escénica donde las obras no se basaban en guiones tradicionales, sino en experiencias sensoriales y vivencias personales de los participantes. El trabajo de Vargas combina elementos del teatro, la antropología, la psicología y la filosofía. Sus producciones transforman a los espectadores en protagonistas activos de la obra, invitándolos a explorar mundos interiores a través de los sentidos. Sus creaciones, como El hilo de Ariadna y La memoria del vino, se han presentado en festivales y teatros de todo el mundo, siendo elogiadas por su capacidad de conectar al público con su dimensión más íntima y sensorial.
En 2024 fue premiado por el Ministerio de las Culturas, las Artes y los Saberes de Colombia, por sus «aportes invaluables a las culturas y las artes». Ejerce como director de posgrado en la Fundación Universitaria Girona e imparte cursos en la escuela de los Sentidos.

## Premios y reconocimientos
- 2005: Premio Max de Artes Escénicas a las Nuevas Tendencias.[2][18]
- 1995: Premio UNESCO de investigación teatral.[19][20]
- 1993: Premio «Tucán de Oro» en el Festival Iberoamericano de Teatro de Cádiz.[20]
- 1992: Premio Salón Nacional de Artistas.[20]
- 1985: Premio Nacional de Dramaturgia de Colombia.[21]
- Reconocimiento de la Unesco en el Festival Iberoamericano de Teatro de Bogotá.[2]